# Dietrich VIII.
Dietrich VIII. (? – 1347.) bio je grof Klevea. 
On je bio sin Dietricha VII. i Margarete Habsburške te polubrat Otona, koji je bio bez sinova. 
Oženio je najprije Margaretu od Gelrea (kći Reinalda I.), koja mu je rodila Margaretu, Elizabetu i Mariju. Poslije je oženio Mariju od Jülicha, ali nisu imali djece.
Dietricha je naslijedio njegov brat Ivan.